# Un gars, une fille (série télévisée, 1997)
Un gars, une fille est une comédie de situation québécoise en 135 épisodes de 26 minutes, créée par Guy A. Lepage, produite par Avanti Ciné Vidéo et diffusée entre le 1er mai 1997 et le 31 mars 2003, et depuis le 24 avril 2023 à la Télévision de Radio-Canada. Le couple principal était déjà de retour dans une minisérie de quatre épisodes en 2023, mise en ligne  sur l'Extra d'ICI Tou.tv, à l'occasion du 25e anniversaire de la série. Pour la saison. 2023-2024, dix nouveaux épisodes ont été tournés durant l'été 2023 pour être diffusés pendant la saison. D'autres épisodes sont publiés sur l'Extra d'ICI Tou.tv en 2025.  
La série connut un succès fulgurant et a été reproduite dans plusieurs pays, notamment en France où elle connut du succès. En 2004, le concept est récompensé d’une Nymphe d'or pour le meilleur format scénarisé au Festival de télévision de Monte-Carlo. En 2014, selon la firme suisse WIT, l'émission Un gars, une fille demeure l'émission télévisée de fiction la plus adaptée dans le monde avec 30 pays, et surclasse d'autres formats de fiction comme Caméra café, Betty la fea, As the Bell Rings et In Treatment.

## Historique
Elle est issue au départ de scènes humoristiques sur la vie de couple de l'émission Besoin d'amour diffusée sur les ondes de TQS en 1996 animée par Guy A. Lepage.
Le concept, simple, était de rassembler des scènes humoristiques de courte durée selon l'endroit où se trouve le couple (au cinéma, au lit, en voyage). Un épisode regroupait généralement trois endroits entrecoupés de pauses publicitaires pour un total de 22 minutes. Les épisodes étaient filmés presque toujours sous un seul angle de vue et on ne voyait à l'écran que le couple. Les personnages secondaires étaient souvent derrière la caméra et on n'entendait que leur voix ou on ne voyait que leurs mains. Certains personnages tertiaires qui apparaissaient à l'écran étaient joués de façon répétitive par les mêmes acteurs et actrices tels Norman Helms, France Parent, etc. qui incarnaient les serveurs de restaurant, les préposés à la clientèle, les clients de Guy, etc.

## Auteurs
Auteur principal : Guy A. Lepage
Principaux auteurs : Pascal Lavoie, Jean-François Mercier, Sylvie Bouchard, Martin Perizzolo, André Ducharme.

## Distribution
- Guy A. Lepage : Guy (le gars)
- Sylvie Léonard : Sylvie (la fille)
- Louise Richer : Loulou (amie de Sylvie et ex femme de Daniel)
- Daniel Brière : Daniel (ami de Sylvie)
- Geneviève Brouillette : Geneviève (principale collègue de travail de Guy)
- Béatrice Picard : la mère de Sylvie
- Jean Lapointe : l’oncle de Sylvie
- Pierre Lebeau : le père de Guy
- Mahée Paiement : Mélanie, la blonde du père de Guy
- Élise Guilbault : Élise, la sœur de Guy
- Jean-François Mercier : divers (déménageur, joueur au casino, etc.)
- Norman Helms : divers
- Khanh Hua : Le Guide Mr N'Guyen
- Alexandra Lamy et Jean Dujardin : eux-mêmes (épisode « À Paris »)
- (beaucoup d'autres acteurs pour rôles ponctuels)

## Adaptations dans le monde
Cette série a été adaptée dans plus de 25 pays :
- Abou Dabi : Adam wa Hawa avec Hassan Youssef et Fatma Altaki
- Afrique : Chéri Coco[6] avec Yvan Minko et Marie-Amy Doukouré
- Allemagne Du & Ich avec Martin Armknecht et Annette Frier
- Belgique Gelukkig Zijn (« Être heureux ») avec Kurt Defrancq et Veerle Eyckermans
- Bulgarie : Тя и той («T ia i toï » - Lui et elle) avec Julian Vergov et Stefaniya Koleva
- Canada (en) : A Guy & A Girl (« Un gars et une fille ») avec Jeff Clarke et Katherine Ashby
- Chypre : Εγώ κι εσύ (« Moi et toi ») avec Marios Metti et Niovi Haralambus puis Fotis Georgidis et Danae Christou
- Espagne : El y Ella (« Lui et elle ») avec Josep Julien et Cristina Solà
- France : Un gars, une fille avec Jean Dujardin et Alexandra Lamy
- Grèce : Σ' αγαπώ μ' αγαπάς - S' agapo - M' agapas (Je t'aime, tu m'aimes (el))[7] avec Thodoris Atheridis et Dimitra Papadopoulou
- Hongrie : Szeret, nem szeret (« Il aime, elle n'aime pas » ou « Elle aime, il n'aime pas ») avec Szabó Győző et Oroszlán Szonja
- Israël : הוא והיא (« Lui et elle »)
- Italie : Love Bugs (it) avec en saison 1 Fabio De Luigi et Michelle Hunziker, en saison 2 Fabio De Luigi (lui-même) et Elisabetta Canalis et en saison 3 Emilio Solfrizzi et Giorgia Surina
- Kazakhstan : Marat+Janna avec Marat Kokkozov et Gayni Kudaybergenova
- Lettonie : Saldais pārītis (« Doux duo ») avec Arturs Skrastinš et Sandra Zvigule
- Liban : Adam wa Hawa avec Issam Breidy et Patricia Nammour
- Lituanie : Saulius ir Juga avec Saulius Stancikas et Jurgita Tvarijonait
- Madagascar : Izy m'tsam avec Faniry Alban Rakotoarisoa et Nichah Sandrof
- Maroc : L'Couple avec Hassan El Fad et Dounia Boutazout
- Mexique : Tal Para Cual avec Daniel Martínez et Andrea Noli
- Pays-Bas : Volgens hem, volgens haar (« Selon lui, selon elle ») avec Bart Oomen et Marina Duvekot
- Pologne : Kasia i Tomek[8] (« Kasia et Tomek ») avec Pawel Wilczak et Joanna Brodzik
- Portugal : Entre Marido e Mulher (« Entre mari et femme ») avec José Raposo et Maria João Abreu
- République tchèque : Ona a On (« Elle et lui ») avec Marek Vašut, David Sucharípa, Katerina Brožová et Sandra Pogodová et Jakub a Sára (« Jakub et Sára ») avec Jakub Prachař et Sara Sandeva
- Russie : Саша+Маша (« Sacha+Macha ») avec Georgy Dronov et Elena Biryukova
- Serbie : Andrija et Anđelka (sr)[9] avec Andrija Miloševic et Andelka Prpic
- Slovaquie : Tomáš a Diana (« Tomáš et Diana ») avec Tomáš Maštalír et Diana Mórová
- Slovénie : Da, dragi! Da, draga![10] (« Oui chérie! Oui chérie! ») avec Lotos Vincenc Šparovec et Gorka Berden
- Suède: Tva som oss (« Deux comme nous ») avec Per Svensson et Anna-Lena Hemström[11]
- Turquie : 1 Kadın,1 Erkek[12],[13] (« 1 femme, 1 homme ») avec Emre Karayel et Demet Evgar
- Ukraine : Леся+Рома (« Lessia+Roma ») avec Dmytro Lalenkov et Irma Vitovska.